# Don't Touch That Dial
"Don't Touch That Dial" är en sång av Tomas Ledin från 1983. Den finns med på Ledins elfte album Captured (1983) men utgavs också som andra och sista singel från nämnda skiva 1984.
Skivan kom i flera olika versioner med olika låtlistor. Låten "Don't Touch That Dial" finns även med på livealbumet En galen kväll (1985). Den har inte getts ut på något av Ledins samlingsalbum och inte heller spelats in av någon annan artist. Den nådde inga listframgångar.

## Låtlista

### 7"
1. "Don't Touch That Dial" – 4:23
2. "Take Care of Your Children" – 4:56

### 12" (Sverige)
1. "Don't Touch That Dial" (Remixed Dancemusic Maximix!) – 6:33
2. "Take Care of Your Children" (Remixed Dancemusic Maximix!) – 6:11

### 12" (Spanien)
1. "Don't Touch That Dial" – 6:33
2. "What Are You Doing Tonight?" – 3:53
3. "Nothing in Between" – 4:22

### 12" promotionversion (Sverige)
1. "Don't Touch That Dial" – 4:56
2. "There's No End to Our Love" – 3:56

### Fotnoter
1. 1 2  ”Tomas Ledin”. Svensk mediedatabas. Arkiverad från originalet den 25 juli 2014. https://web.archive.org/web/20140725173941/http://smdb.kb.se/catalog/search?q=Tomas+Ledin&x=0&y=0. Läst 15 januari 2013.
2. ↑  ”Don't Touch That Dial”. Hitparad. http://swedishcharts.com/showitem.asp?interpret=Tomas+Ledin&titel=Don%27t+Touch+That+Dial&cat=s. Läst 16 januari 2013.